# Santorin (Wein)

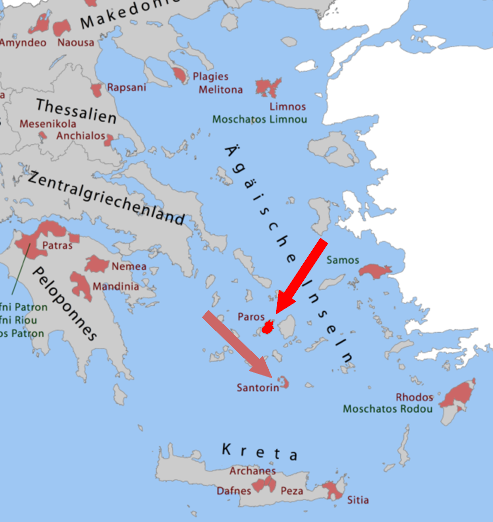
Rostroter Pfeil OPAP Santorin; grellroter Pfeil OPAP Paros

Santorin (griechisch Σαντορίνη Sandorini) ist ein Weinanbaugebiet auf der gleichnamigen Inselgruppe der südlichen Kykladen, die im Griechischen wie ihre Hauptinsel meist Thira (griechisch Θήρα) genannt wird. Das Gebiet umfasst eine Appellation der höchsten griechischen Qualitätsstufe OPAP (Onomasia proelefseos anoteras piotitos Ονομασία προελευσέως ανωτέρας ποιότητος) für trockene Weißweine sowie für gespritete und ungespritete Süßweine. Außer auf der Hauptinsel Santorin selbst wird auf der kleinen Schwesterinsel Thirasia (Θηρασία) Weinbau betrieben. Heute sind etwa 1200 Hektar bestockt. Die Tendenz ist rückläufig. Vor 100 Jahren betrug die Weinbaufläche auf Santorin noch 4000 Hektar.

## Boden und Klima

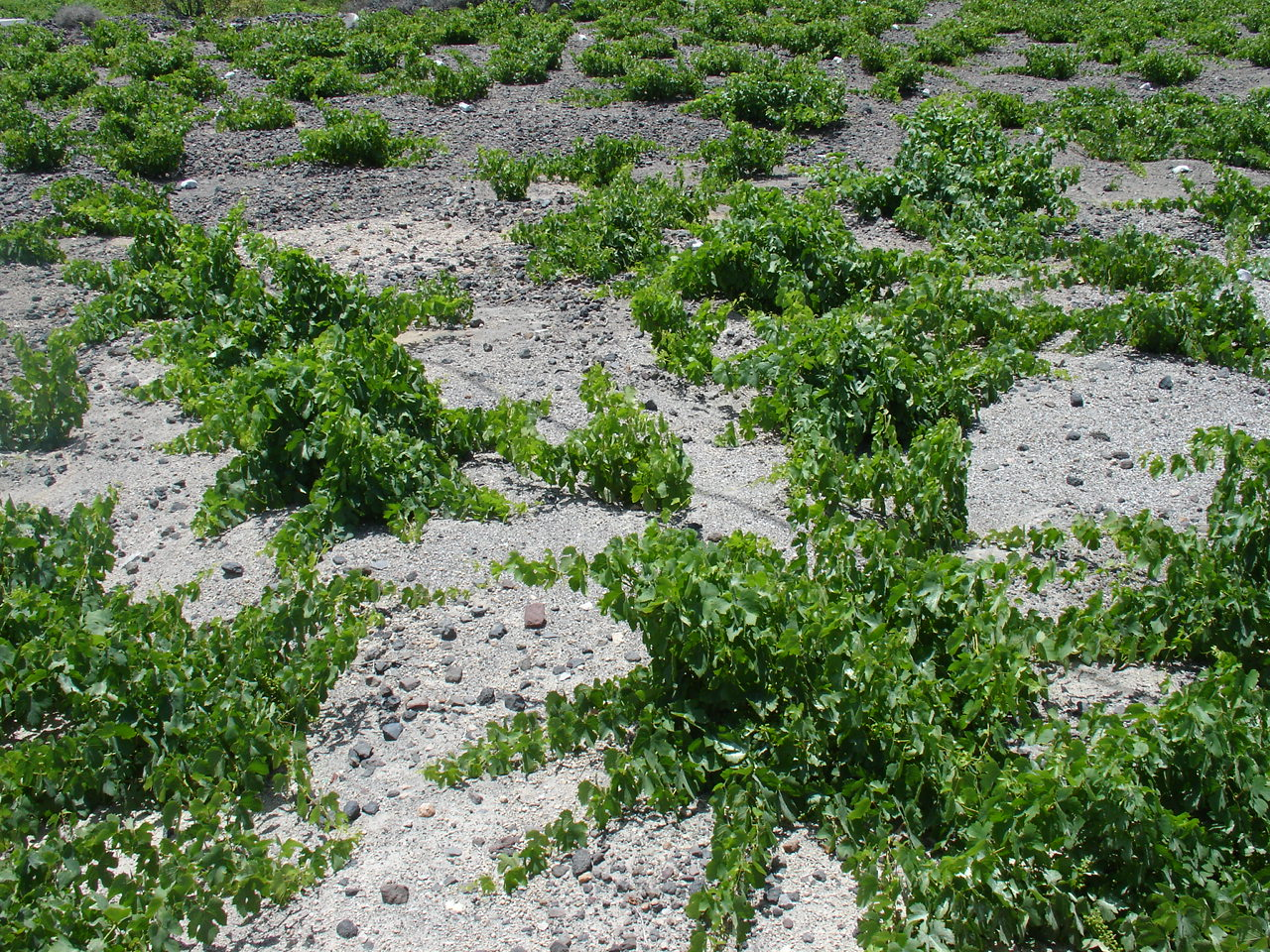
Weinreben auf Santorin. Verwittertes Vulkangestein (Bimsstein) ist sehr fruchtbar.

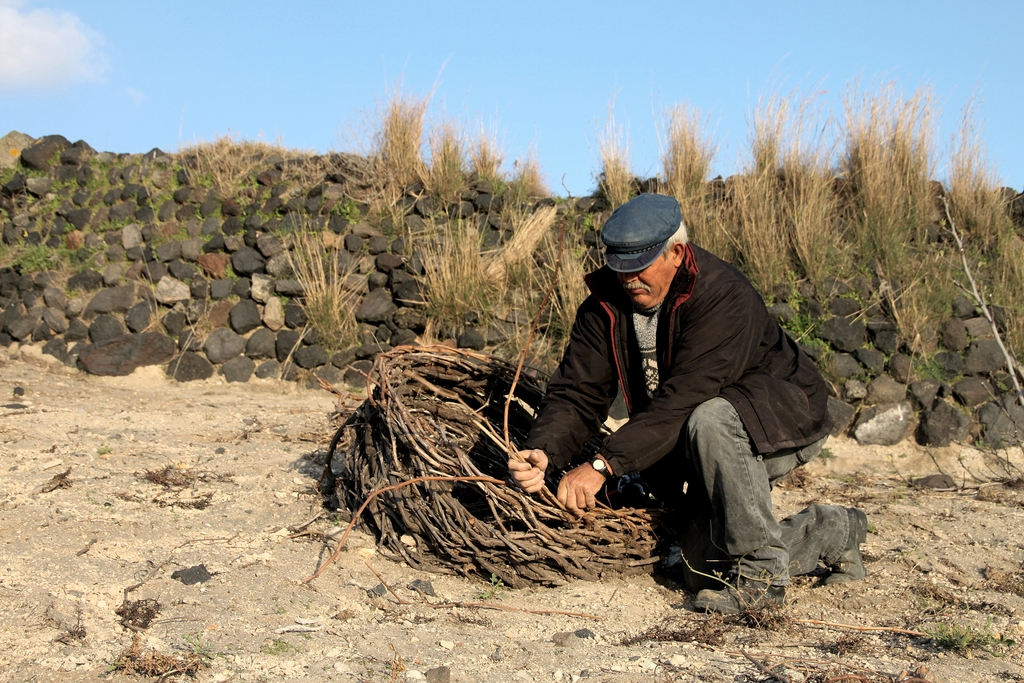
Flechten der Reben zur runden Korbstruktur

Weinreben werden auf der gesamten Insel und weit verbreitet auch auf Thirasia kultiviert, die besten Lagen befinden sich im östlichen und zentralen Teil Santorins. Die Reben gedeihen auf junger Vulkanerde, die mit Schiefer- und Kalksteinabschnitten durchsetzt ist. Humöse Abschnitte fehlen weitgehend. Das Klima ist gekennzeichnet durch Sommertrockenheit und meist auch geringe Winterniederschläge. Während der regenlosen Jahreszeit decken die Rebstöcke ihren Feuchtigkeitsbedarf aus der Luftfeuchtigkeit, die in den Morgenstunden auf den Blättern und am Boden kondensiert. Um die Wasserkonkurrenz zu vermindern ist der Rebabstand sehr groß; durchschnittlich trägt ein Hektar nur rund 2.500 Weinstöcke. Neben der vorherrschenden Trockenheit ist der stetige, oft heftige Wind kennzeichnend für die klimatische Situation der Appellation. Sie zwingt die Weinbauern zu einer Reberziehung in Busch- beziehungsweise Korbform. Letztere ist außer auf einigen griechischen Inseln auch auf Pantelleria verbreitet. Die fallweise unternommenen Versuche einer  Drahtrahmenerziehung sind gescheitert.

## Rebsorten

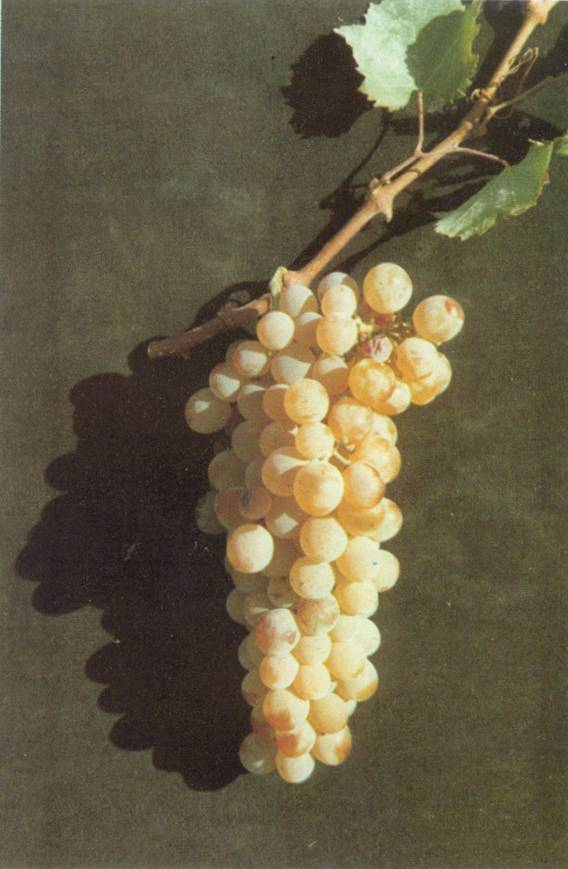
Asyrtiko ist die Hauptrebe auf Santorin

Zur Produktion von OPAP-Weinen sind nur die drei Weißweinreben Assyrtiko (Ασ(σ)ύρτικο, etwa 70 Prozent der Rebfläche), Athiri (Αθήρι)  und Aidani Aspro (Αηδάνι άσπρο, zusammen 10 Prozent der Rebfläche) zugelassen. Nennenswerte Flächen sind weiters mit der roten Mandilaria bestockt. Auf den Restflächen gedeihen noch eine Vielzahl unterschiedlicher weißer und roter Rebsorten, von denen die meisten nur einfache Hausweine liefern und selten auf Flaschen gezogen werden. Bemerkenswerte Ergebnisse wurden in den letzten Jahren mit sortenreinen Weinen aus der autochthonen roten Rebsorte Mavrotragano erzielt, die seitdem vermehrt vor allem auf Thirasia kultiviert wird. Die für die drei Weißweinsorten zugelassene Höchstertragsmenge ist mit 50 Hektoliter/Hektar die niedrigste aller OPAPs Griechenlands; selbst diese Obergrenze wird von den meisten Winzern deutlich unterschritten. In durchschnittlich zwei von 10 Jahren reduziert die Trockenheit die Erträge auf unter 10 Hektoliter je Hektar.

## Weine

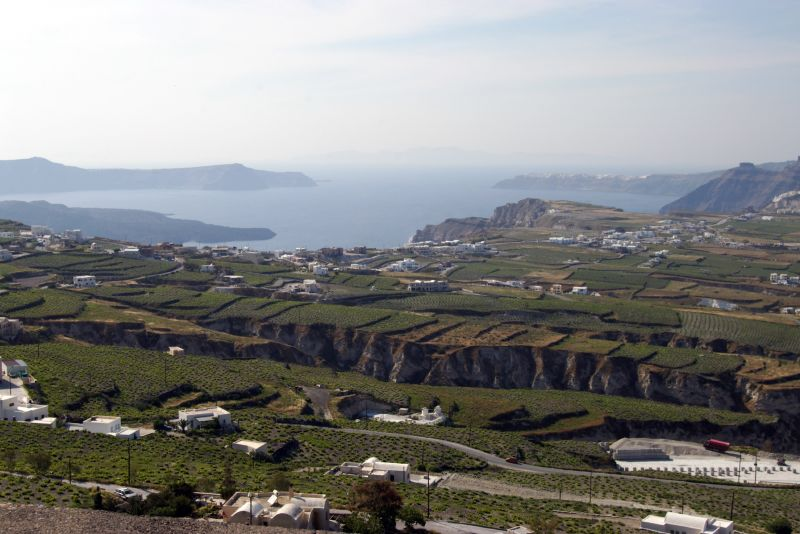
Weinberge auf Santorin

Auf Santorin werden sowohl Weine erzeugt, die die OPAP-Banderole tragen, als auch solche, die als TO (Topikos Inos Τοπικός Οίνος ‚Landwein mit Herkunftsbezeichnung‘), beziehungsweise als EO (Epitrapezios Inos Επιτραπέζιος οίνος ‚Tafelwein‘) etikettiert sind. Die letzteren Qualitätsbezeichnungen, meist mit verschiedenen Zusätzen, die über Ausbau und Reife Bescheid geben, gelten vor allem für Rotweine von Santorin.

### OPAP - Weine
Nykteri (Νυκτέρι)
Nykteri ist ein alkoholstarker, trockener Weißwein, der vor allem aus der Assyrtiko mit Beimischung von geringen Teilen von Aidani Aspro und Athiri gekeltert wird. Ein gelungener Nykteri zählt zu den besten Weißweinen Griechenlands. Er ist ein säure- und körperreicher, meist blassgelber Wein, der oft ein leichtes Jasminbouquet, immer aber Zitronen- oder Limettenaromen aufweist. Seinen Namen hat er von der Lese- und Keltermethode, die innerhalb eines Tages erfolgt und erst in den frühen Morgenstunden endet. Nykteri bedeutet so viel wie „nächtliche Arbeit“. Nykteri wird in Holzfässern ausgebaut und lagert bis zur Flaschenabfüllung einige Jahre. Heute wird vor allem im Ausbau viel experimentiert. Strittig ist, ob alte oder neue Fässer verwendet werden sollen, auch über die ideale Größe der Gebinde wird diskutiert. Mancher Nykteri ist leicht madeirisiert und nimmt dann eine honiggelbe, manchmal auch braungelbe Farbe an. Waren früher Nykteri-Weine oft mit über 16 Volumenprozenten stark alkoholhaltig, sucht man heute den Alkoholgrad etwas zu reduzieren.
Vinsanto (Βινσάντο)
Für diese Appellation sind nur Assyrtiko und Aidani Aspro zugelassen. Die Süßweine der Insel werden als Süßwein oder gespriteter Süßwein hergestellt. Der gewöhnliche Vinsanto ist üblicherweise ein Süßwein. Die Trauben werden überreif, zum Teil bereits eingetrocknet gelesen und anschließend für 10–14 Tagen in der Sonne getrocknet. Nach dem Pressen gärt das Pressgut nur kurz, bevor es mit hochprozentigem Tsipouro gespritet wird. Anschließend reift der Wein, dessen Alkoholgehalt von etwa 13 Volumenprozent zu einem Großteil aus dem zugefügten Tresterbrand stammt, mindestens 2 Jahre in Eichenfässern. Die Herstellungsmethode eines gespriteter Süßwein ist ähnlich, nur erfolgt die Spritung wesentlich später und nur, um die natürliche Gärung zu stoppen, sodass der gewünschte Alkoholgrad zwischen 13 und 15 Volumenprozent erreicht und eine Restsüße von über 250 Gramm/Liter erhalten bleibt. Die höchste Qualitätsstufe stellt ein Vin naturellement doux dar. Diese Weine werden von äußerst spät gelesenen Trauben der besten Lagen gewonnen. Die langsame Gärung in Eichenfässern stoppt auf natürliche Weise schon bei relativ niedrigen Alkoholgraden um die 9 Volumenprozent, sodass vor allem in letzter Zeit Hefen zugesetzt werden, die die Gärung bis etwa 12 Volumenprozent fortsetzen. Diese Weine dürfen auch die Qualitätsbezeichnung Liastos tragen, die aber nicht auf die OPAP Santorin beschränkt ist. Der Restzuckergehalt liegt um die 200 Gramm/Liter. Da der bei der Reifung entstehende Flüssigkeitsverlust nicht von allen Winzern durch Nachfüllen junger Weine ergänzt wird, sind manche dieser Süßweine in unterschiedlicher Stärke oxidiert. Einige Weine der besten Qualitäten lagern über 15 Jahre in Eichenfässern.
Weine der höchsten Qualitätsstufe zählen zu den besten Süßweinen Griechenlands und auch weltweit zu den bemerkenswertesten Produkten dieser Art. Sie sind von intensiv orangeroter Farbe, zwar von deutlicher, aber niemals aufdringlicher Süße und warten mit einer überraschend deutlichen Säurestruktur auf. Honig- und Rosinenaromen dominieren, aber auch Gewürznoten und Nuancen von Limetten sind wahrnehmbar.
Ein Vinsanto hat zwar eine gewisse Ähnlichkeit mit einem Vin Santo aus der Toskana, ist aber doch ein eigenständiges, unverwechselbares Produkt, das sich vor allem durch die deutliche Säurestruktur von den toskanischen Süßweinen unterscheidet. Die Herkunft des Namens ist unklar, wahrscheinlich jedoch wurde der Name von dem bekannten italienischen Vorbild übernommen. Ein anderer Erklärungsversuch, der vor allem auf Santorin selbst vertreten wird, erklärt den Namen als venezianische Herkunftsbezeichnung: Wein aus Santorin. 

### Weine außerhalb der Appellation
Auf Santorin werden außer diesen berühmten eine Reihe bemerkenswerter Weine gekeltert, so ein sortenreiner, trockener Weißwein aus der Assyrtiko, der meist als Santorini vermarktet wird. In letzter Zeit gewannen auch einige sortenrein aus Mavrotragano in Barriques ausgebaute Rotweine auf internationalen Weinmessen Beachtung. Ein rotes Pendant zum Vinsanto ist der Mezzo, in der Regel als Vin doux naturel ausgebaut und etwas weniger süß als der weiße Vinsanto. Schwerer und süßer dagegen ist der tiefrote Nama, der vor allem während der Osterfeierlichkeiten als Zeremonialwein dient. Schließlich sei noch der Brousko (Μπρούσκο) erwähnt. Zur Herstellung dieses Weines werden die Trauben verschiedener weißer, manchmal auch roter Reben über einen ziemlich langen Zeitraum hinweg gelesen und in offenen Bottichen gelagert, wo sie angären und die austretenden Moste oxidieren. Nach dem Pressen vergären diese Moste zu einem bräunlichen, alkoholstarken und tanninreichen Wein von äußerst ursprünglichem Charakter. Das Wort brouskos μπρούσκος ist aus gleichbedeutend italienisch brusco ‚herb‘ entlehnt.